# Trachionus microcephalus
Trachionus microcephalus är en stekelart som först beskrevs av Vladimir Ivanovich Tobias 1970.  Trachionus microcephalus ingår i släktet Trachionus och familjen bracksteklar. Inga underarter finns listade i Catalogue of Life.